# Gmelina szechwanensis
Gmelina szechwanensis là một loài thực vật có hoa trong họ Hoa môi. Loài này được K.Yao mô tả khoa học đầu tiên năm 1982.